# Concílio de Unificação
O Concílio de Unificação ou Concílio de Unificação das Igrejas Ortodoxas da Ucrânia foi um concílio que realizado em 15 de dezembro de 2018 na Catedral de Santa Sofia em Kiev. O concílio votou para unir as Igrejas ortodoxas ucranianas existentes (a Igreja Ortodoxa Ucraniana - Patriarcado de Kiev, a Igreja Ortodoxa Autocéfala da Ucrânia e parte da Igreja Ortodoxa Ucraniana - Patriarcado de Moscou) por meio de seus representantes, com base na independência canônica completa. Todos os membros da Igreja Ortodoxa Ucraniana do Patriarcado de Kiev e da Igreja Ortodoxa Autocéfala da Ucrânia, e dois membros da Igreja Ortodoxa Ucraniana do Patriarcado de Moscou, fundiram-se na Igreja Ortodoxa da Ucrânia e o Concilio de Unificação elegeu Epifânio, ex-Metropolita de Pereiaslavl e Belotserkovski da Igreja Ortodoxa Ucraniana - Patriarcado de Kiev, como seu primeiro Primaz.

## Antecedentes e Preparação
Em 5 de dezembro de 2018, o Presidente da Ucrânia, Pedro Poroshenko, anunciou a data do Concílio de Unificação, que deve proclamar a criação de uma Igreja Ortodoxa autocéfala na Ucrânia, aprovar seu Estatuto e eleger seu Primaz. O Patriarca Bartolomeu enviou convites para participar do Concílio a todos os hierarcas do Patriarcado de Kiev, da Igreja Ortodoxa Autocéfala Ucraniana e da Igreja Ortodoxa Ucraniana (esta último rejeitou o convite).
Em 10 de dezembro, o Primaz do Patriarcado de Kiev, Filareto, anunciou seu desacordo com o Patriarcado Ecumênico quanto ao procedimento para a realização de um concílio de unificação, defendendo a votação aberta e a participação no concílio apenas dos bispos. Mas no final, sacerdotes comuns e leigos também participaram do concílio, e a votação foi secreta.
Antes do início do conselho, a Igreja Ortodoxa Ucraniana do Patriarcado de Kiev e a Igreja Ortodoxa Autocéfala Ucraniana decidiram dissolver-se. A decisão oficial de dissolver o Patriarcado de Kiev foi feita a pedido do Metropolita Emanuel de Gália, que presidiu o conselho.
Antes do início do concílio, Filareto exigiu que o Metropolita de Lutsk e Volínia do Patriarcado de Kiev, Miguel (Zinkevich) retirasse sua candidatura para a eleição do Primaz da nova Igreja, caso contrário, o Patriarcado de Kiev não seria dissolvido e não iria ao conselho. Após negociações com Filareto, o Presidente Petro Poroshenko e o Presidente da Verkhovna Rada, André Parubii, Miguel prometeu retirar sua candidatura. Depois disso, os participantes do Patriarcado de Kiev votaram por sua auto-dissolução e se dirigiram para a catedral de Santa Sofia de Kiev para o Concílio de Unificação.

## Delegações

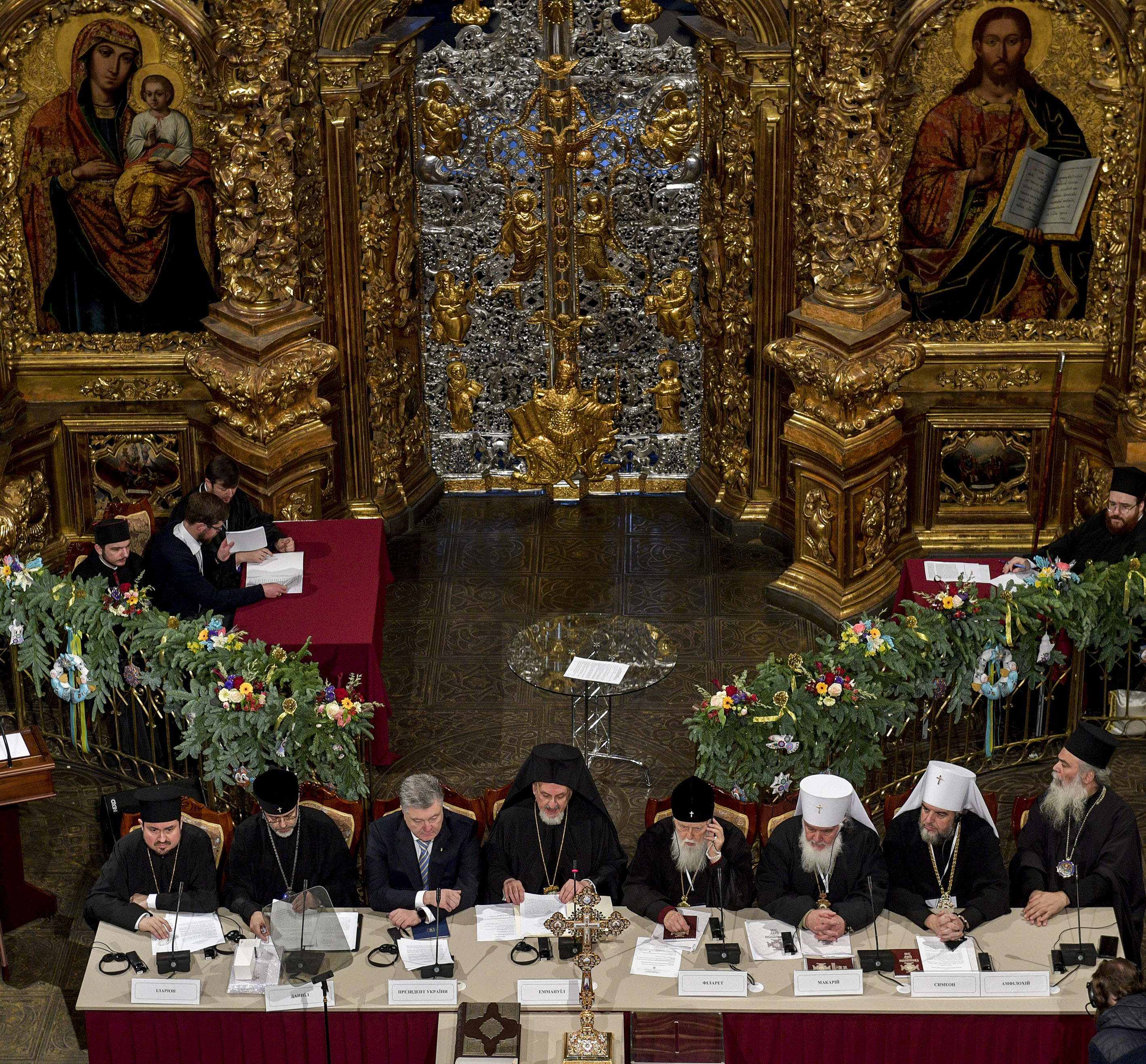
Presidium do Conselho Unificação das Igrejas Ortodoxas da Ucrânia.

O Concílio de Unificação foi convocado no formato de um Concílio local, cada bispo convidado, um clérigo e um leigo ou monge de sua diocese também deveriam acompanha-lo. Foi realizada em modo "fechado". A língua de trabalho do Conselho era o inglês, tendo sido fornecida tradução simultânea para o ucraniano.
O Metropolita Emanuel (Adamakis) de Gália, que era um hierarca do Patriarcado de Constantinopla, presidiu o Concílio. Além dele, o Presidium do Conselho incluiu os seguintes hierarcas de Constantinopla:
- Daniel (Zelinski) - Exarca do Patriarca de Constantinopla na Ucrânia, Arcebispo da Panfília, Bispo governante da Diocese Ocidental da Igreja Ortodoxa Ucraniana nos EUA;[17]
- Hilarião (Mine) - Exarca do Patriarca de Constantinopla na Ucrânia, Bispo de Edmonton e da Diocese Ocidental da Igreja Ortodoxa Ucraniana no Canadá;[17]
- Amfilóquio (Stergiu) - Metropolita de Adrianópolis, Ipertim e Exarca de Toda Hemimonto.[17]

Assim, quatro dos oito membros do Presidium do Concílio eram clérigos do Patriarcado de Constantinopla. Ao mesmo tempo, de acordo com a posição do Patriarcado Ecumênico, naquela época todos os bispos ortodoxos ucranianos eram bispos titulares da Metrópole de Kiev do Patriarcado de Constantinopla restaurado em outubro de 2018.
Como convidados de honra, o Presidente da Ucrânia, Pedro Poroshenko (ele se tornou um membro do Presidium do Concílio) e o Presidente da Verkhovna Rada da Ucrânia, André Parubii foram convidados para o Concílio.
O clero e leigos da Igreja Ortodoxa Ucraniana do Patriarcado de Kiev, da Igreja Ortodoxa Autocéfala Ucraniana e da Igreja Ortodoxa Ucraniana foram convidados a participar do Concílio. Representantes da Igreja Ortodoxa Ucraniana do Patriarcado de Kiev, Igreja Ortodoxa Autocéfala Ucraniana e Igreja Ortodoxa Ucraniana foram delegados ao Presidium do Concílio.
No total, 200 delegados se inscreveram no Concílio de Unificação, 64 deles em grau episcopal. Doze delegados (incluindo quatro bispos) representaram o Patriarcado Ecumênico, dois deles eram ex-arciprestes da Igreja Ortodoxa Ucraniana, Bogdano Guliamov e Pedro Zuev.

## Resultados

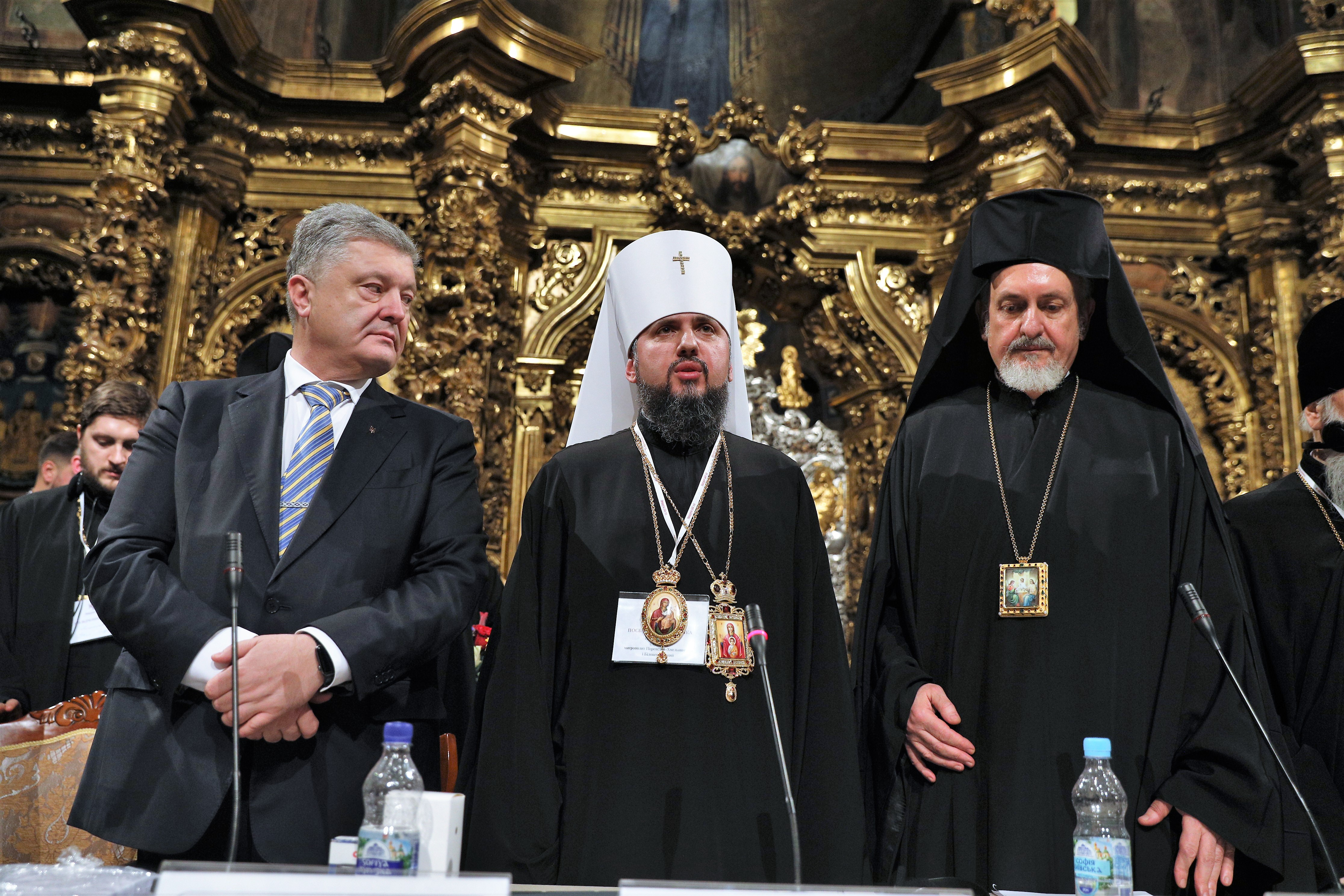
Presidente da Ucrânia, Pedro Poroshenko, o Primaz da recém-formada Igreja Metropolitana, Epifânio e o Exarca do Patriarcado Ecumênico Emanuel (da esquerda para a direita).

De acordo com o Metropolita Josafá (Shibaev): “A Carta foi adotada por nós no Concílio de Unificação quase às cegas - recebemos os textos do projeto 2 horas antes do Concílio. E não houve nenhuma discussão sobre a Carta! Tudo estava coberto de histeria - se não cumprirmos as exigências dos gregos - não haverá Concílio".
A votação ocorreu em dois turnos. Três candidatos passaram para o segundo turno: Metropolita de Pereiaslavl e Bila Tserkva do Patriarcado de Kiev, Epifânio (Dumenko), Metropolita de Lutsk e Volínia do Patriarcado de Kiev, Miguel (Zinkevich) e o Metropolita de Vinnitsa e Bar da Igreja Ortodoxa Ucraniana, Simeão (Shostatski). No segundo turno votaram apenas os bispos.
Antes do início do segundo turno, Miguel (Zinkevich) retirou sua candidatura. Após o primeiro turno, o Presidente Poroshenko conversou com ele e exortou-o a retirar sua candidatura por causa do risco de perturbar o Concílio, já que Filareto concordou em dissolver o Patriarcado de Kiev apenas sob essa condição. Em vez de Miguel, o Bispo de Vishgorod e Podolsk da Igreja Ortodoxa Autocéfala Ucraniana, Vladimir (Cherpak) foi adicionado à cédula.
De acordo com os resultados da votação, o Metropolita Epifânio foi eleito Primaz da Igreja Ortodoxa da Ucrânia com o título de "Metropolita de Kiev e Toda a Ucrânia". 36 delegados votaram nele, 28 em Simeão.
Em 6 de janeiro de 2019, Epifânio precisava receber um Tomos de Autocefalia para a Igreja Ortodoxa da Ucrânia do Patriarca de Constantinopla. Após sua eleição, Epifânio, em um discurso às pessoas reunidas na Praça Sofia, anunciou Filareto como o mentor espiritual da Igreja Ortodoxa da Ucrânia, que "continuará a ser um mentor honorário ao longo da vida, ajudando-nos a construir conjuntamente nossa Igreja Ortodoxa Ucraniana unida".